# Іст-Міллінокет (Мен)
Іст-Міллінокет (англ. East Millinocket) — місто (англ. town) в США, в окрузі Пенобскот штату Мен. Населення — 1572 особи (2020).

## Демографія
Згідно з переписом 2010 року, у місті мешкали 1723 особи в 768 домогосподарствах у складі 492 родин. Було 871 помешкання
Расовий склад населення:
| - 97,3 % — білих - 0,8 % — корінних американців - 0,3 % — азіатів - 0,2 % — чорних або афроамериканців - 0,1 % — вихідців з тихоокеанських островів |

До двох чи більше рас належало 0,8 %. Частка іспаномовних становила 0,8 % від усіх жителів.
За віковим діапазоном населення розподілялося таким чином: 20,5 % — особи молодші 18 років, 56,5 % — особи у віці 18—64 років, 23,0 % — особи у віці 65 років та старші. Медіана віку мешканця становила 48,6 року. На 100 осіб жіночої статі у місті припадало 96,7 чоловіків;  на 100 жінок у віці від 18 років та старших — 96,0 чоловіків також старших 18 років.
Середній дохід на одне домашнє господарство  становив 48 185 доларів США (медіана — 37 542), а середній дохід на одну сім'ю — 57 428 доларів (медіана — 50 833). Медіана доходів становила 47 708 доларів для чоловіків та 38 958 доларів для жінок. За межею бідності перебувало 19,7 % осіб, у тому числі 30,6 % дітей у віці до 18 років та 12,4 % осіб у віці 65 років та старших.
Цивільне працевлаштоване населення становило 644 особи. Основні галузі зайнятості: освіта, охорона здоров'я та соціальна допомога — 30,4 %, роздрібна торгівля — 18,9 %, виробництво — 11,8 %, будівництво — 7,0 %.